# 馬場駅 (長野県)
馬場駅（ばっぱえき）は、かつて長野県小県郡塩田町（現在の上田市）にあった上田丸子電鉄西丸子線の駅（廃駅）である。

## 概要
小県郡富士山村→東塩田村・塩田町富士山地区の東部集落である馬場（ばっぱ）地区にあった。駅は一面ホーム、待合室があるだけの無人駅であった。
馬場駅と次駅の依田駅間は上田丸子電鉄電車線内で最も長い駅間で、距離は2.7 kmであったが、これは1943年（昭和18年）10月21日に上田電鉄（初代）と丸子鉄道が合併して上田丸子電鉄が発足した当時の全路線の駅区間の中では最長であった。というのも全路線の駅区間の平均が大体1 km以上2 km未満（1961年〈昭和36年〉の休止時点では1.5 km未満）だったからである。
距離が長い理由は二ツ木峠にトンネルを掘ったことと，当駅を過ぎて無集落地帯に突入していたことがあげられる。その距離に上田丸子電鉄西丸子線が上田温泉電気軌道依田窪線として建設された際いかに難工事であったかということがうかがわれるが、同時に路線自体が短命に終わる要因ともなったといえよう。

## 歴史
- 1926年（大正15年）8月12日：上田温泉電軌依田窪線の駅として開業。
- 1939年（昭和14年）8月30日：上田電鉄に社名変更。地方鉄道となり西丸子線と改称。
- 1943年（昭和18年）10月21日：上田電鉄と丸子鉄道が合併して上田丸子電鉄が発足。上田丸子電鉄の西丸子線の駅となる。
- 1961年（昭和36年）6月29日：同月25日の梅雨前線豪雨被害により休止となる。
- 1963年（昭和38年）11月1日：西丸子線廃止にともない廃駅となる。

## 廃止後の状況
駅跡はホームが残り、待合室は近隣農家が倉庫として活用しているが朽ち果てていたが2020年頃に解体された。なお、駅廃止後は付近に同名のバス停留所が設置された。
路線が存在していた時代は無集落地帯であった依田駅との区間だが、廃止から20年後に開発が進み、現在は観光農園・工業団地が配置され無集落地帯ではなくなっている。

## 隣の駅
上田丸子電鉄
西丸子線
富士山駅 - 馬場駅 - 依田駅